# Michel Déon

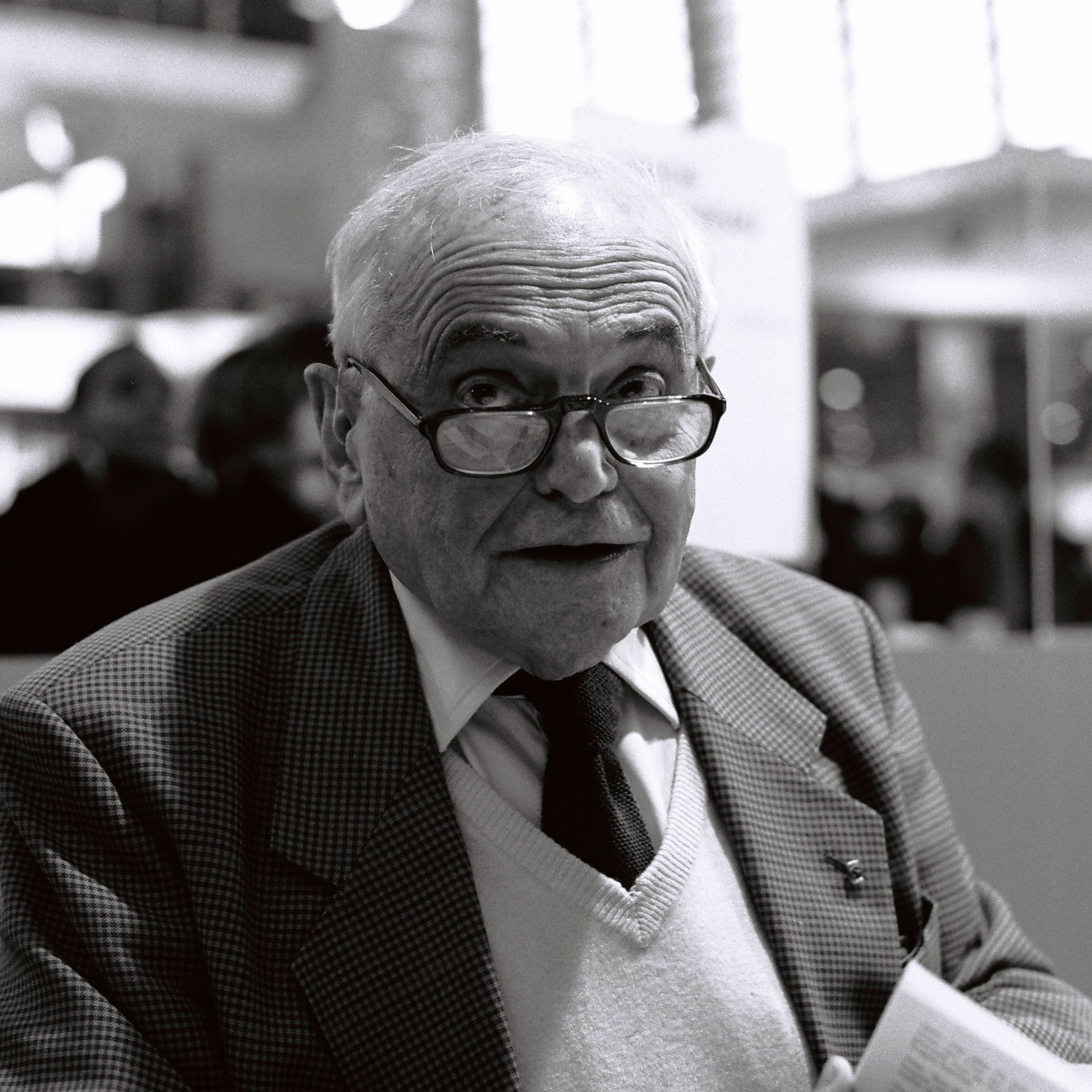
Michel Déon, 2012

Michel Déon (* 4. August 1919 in Paris; † 28. Dezember 2016 in Galway, Irland) war ein französischer Schriftsteller.
Michel Déon wurde 1919 in Paris geboren und studierte dort Jura. Anschließend war er in Südfrankreich Kriegsberichterstatter. Von 1942 bis 1944 war er Redaktionssekretär der autoritär-nationalistischen Zeitschrift L’Action française und Assistent von Charles Maurras. Nachdem er lange Zeit in Griechenland gelebt hatte, wurde später Irland seine Wahlheimat. 1970 erhielt er den Prix Interallié für den Roman "Les poneys sauvages", 1973 den Grand Prix du Roman de l'Académie française für sein Werk "Un taxi mauve". 1978 wurde er zum Mitglied der Académie française.
2018 wurde zur Erinnerung an Déon mit dem Michel Déon Prize ein gemeinsamer Preis der Royal Irish Academy in Irland und der Académie française in Frankreich ins Leben gerufen.

## Auszeichnungen
- 1978: Mitglied der Académie française (8. Sitz)
- Ehrenlegion

## Werke (Auswahl)
- 1950: Je ne veux jamais l’oublier
- 1952: La Corrida
- 1956: Les trompeuses espérances
- 1960: La carotte et le bâton
- 1970: Les poneys sauvages, prämiert mit dem Prix Interallié, dt.: Die wilden Ponys, übersetzt von Gerhard Heller
- 1973: Irisches Intermezzo. Roman. Ehrenwirth, München 1981, ISBN 3-431-02413-0 (französisch: Un taxi mauve. Übersetzt von Margaret Carroux, prämiert mit dem Grand Prix du Roman der Académie française).
- 1975: Le jeune homme vert
- 1977: Les vingt ans du jeune homme vert
- 1981: Un déjeuner de soleil
- 1984: Je vous écris d'Italie

## Verfilmungen
- 1977: Das malvenfarbige Taxi (Un taxi mauve / dt. Irisches Intermezzo) – Regie: Yves Boisset (auch Drehbuch)
- 1979: Le jeune homme vert – Regie: Roger Pigaut, Fernseh-Miniserie
- 1983: Les poneys sauvages – Regie: Robert Mazoyer, Fernseh-Miniserie
- 2008: Un souvenir – Regie: Jacques Renard, Fernsehfilm